# Autoritratto (l'uomo di lettere)

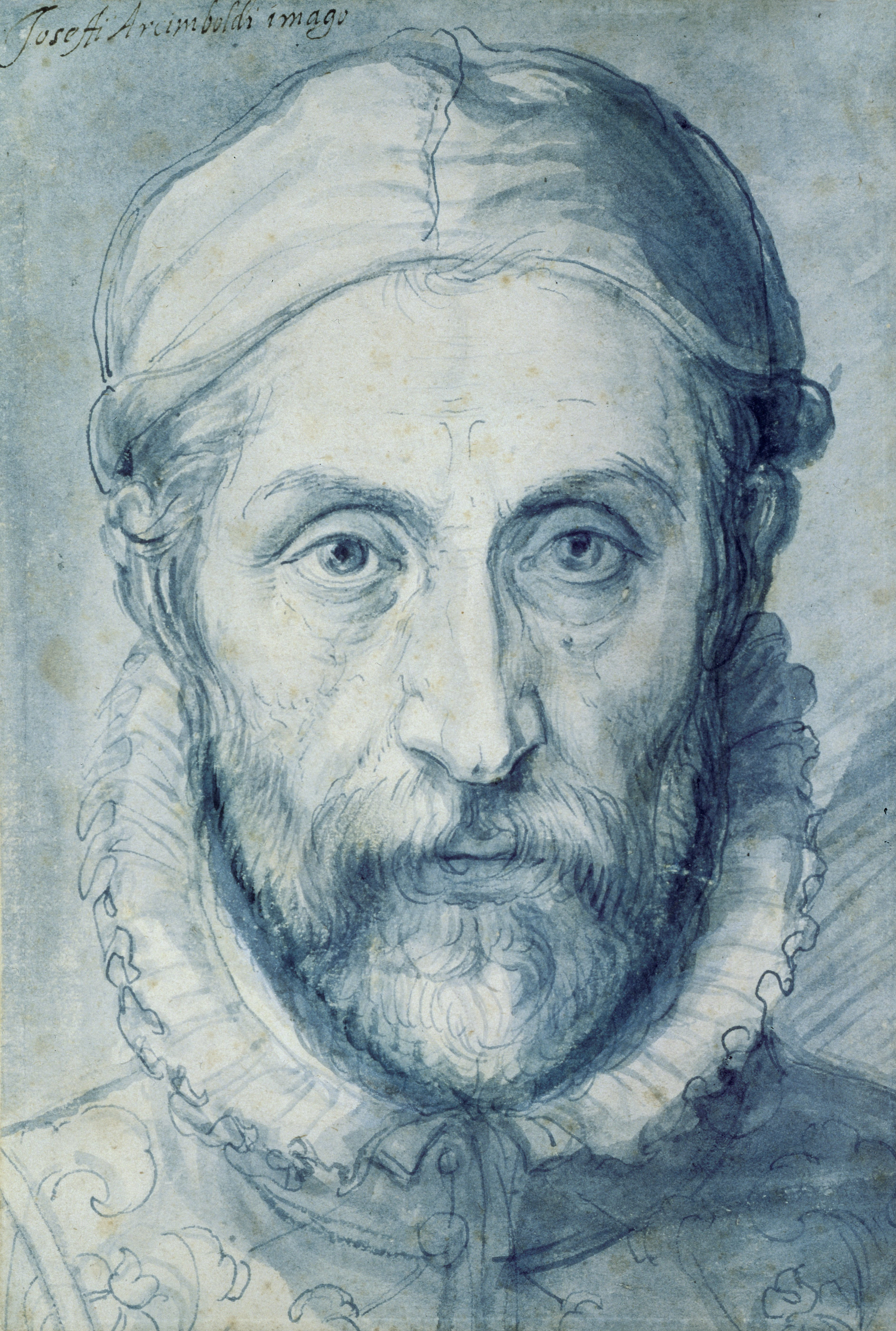
Autoritratto, Národní galerie di Praga

Autoritratto (l'uomo di lettere) è un disegno a penna e inchiostro acquarellato su carta realizzato dal pittore italiano Giuseppe Arcimboldo datato 1587. E' conservato al Gabinetto Disegni e Stampe di Palazzo Rosso ai Musei di Strada Nuova a Genova.

## Storia e attribuzione
L'opera rappresenta un unicum nel panorama artistico del maestro lombardo: si tratta infatti dell'unica "testa composta" disegnata su carta, oltre ad essere uno dei due autoritratti noti dell'artista (l'altro, è conservato alla Národní Galerie di Praga). Entrato nelle collezioni civiche genovesi con il legato di Marcello Durazzo nel 1848 come opera di ignoto artista genovese, il disegno è stato attribuito ad Arcimboldo nel 1990.

## Descrizione e stile
Nel disegno il volto di Arcimboldo, raffigurato di tre quarti, è composto da cartigli arrotolati e fogli disposti a imitarne i tratti fisiognomici. Questa tecnica, che si ritrova in tutte le teste composte dell’artista solitamente realizzate con elementi vegetali e animali, conferisce all'opera quell’aspetto bizzarro, tipico del Manierismo. È possibile riconoscere la natura composita del ritratto solo a distanza ravvicinata. L'opera è datata 1587 (come si legge sull’annotazione autografa alla base della gorgiera), quando Arcimboldo era all'apice della sua carriera, dopo aver concluso il suo soggiorno a Praga al servizio di Rodolfo II d'Asburgo che gli aveva anche concesso uno stemma gentilizio distintivo, conferendo così un'evidente nobiltà al suo status. Si può interpretare il disegno come un "testamento figurativo" in cui l'artista si presenta come "uomo di lettere", sottolineando l'aspetto intellettuale e simbolico del suo operato presso la corte asburgica. L'utilizzo di cartigli e fogli, materiali tipicamente associati alla cultura e all'erudizione, rafforza questa interpretazione.